# Crillon-le-Brave
Crillon-le-Brave ist eine französische Gemeinde mit 489 Einwohnern (Stand 1. Januar 2022) im Département Vaucluse in der Region Provence-Alpes-Côte d’Azur.

## Geografie
Das Dorf ist ein von Obsthainen und Feldern umgebenes Village Perché am Fuße des Mont Ventoux, etwa zehn Kilometer nordöstlich von Carpentras. Das Gemeindegebiet gehört zum Regionalen Naturpark Mont-Ventoux. Durch den südwestlichen Teil der Gemeinde fließt die Mède (auch als Vallon des Paillasses bezeichnet), die an den Hängen des Mont Ventoux entspringt und nach 34,8 Kilometern Länge in die Sorgue mündet. Nachbargemeinden sind Modène im Westen, Saint-Pierre-de-Vassols im Süden, Bédoin im Osten und Malaucène im Norden.

## Geschichte
Die Kavaren gründeten eine erste Siedlung, welche die Griechen zu einer Handelsniederlassung namens Akradouleion ausbauten. Die nachfolgenden Römer tauften den Ort Crillonium oder Credullion, was „steiniger Ort“ bedeutet.
Die früheste Erwähnung der Namensform Crillon reicht ins Jahr 1157 zurück.
Während des Avignonesischen Papsttums war Crillon ein Lehen und unterstand dem Leiter der Apostolischen Kammer. 1408 wurde Crillon, obwohl unter dem Schutz der päpstlichen Armee von Benedikt XIII. stehend, von Hauptmann Tailulo eingenommen.
Der Zusatz le Brave („der Tapfere“) kam im 19. Jahrhundert in Gedenken an Seigneur Louis Des Balbes de Berton de Crillon hinzu. Louis, genannt „der tapfere Crillon“, wurde 1543 im nahe gelegenen Murs geboren und diente als Befehlshaber der französischen Armee unter Heinrich IV.

### Einwohnerentwicklung
| Jahr      | 1962 | 1968 | 1975 | 1982 | 1990 | 1999 | 2006 | 2017 |
| --------- | ---- | ---- | ---- | ---- | ---- | ---- | ---- | ---- |
| Einwohner | 186  | 134  | 171  | 265  | 370  | 398  | 434  | 470  |

## Sehenswürdigkeiten
- Die Kapelle Saint-Michel (12. Jahrhundert) besitzt Überreste von Fresken aus dem 12. bis 14. Jahrhundert. Obwohl leider sehr beschädigt, sind als Motive ein Christus, mehrere Engel, ein Ochse, ein Löwe, das letzte Abendmahl und St. Michael noch erkennbar.[5] Die Kapelle ist seit dem 23. Februar 2011 als historisches Denkmal (Monument historique) eingestuft.[6]
- Das Schloss von Crillon befindet sich in seltener Weise unterhalb des Dorfes. Die beiden Türme stammen wahrscheinlich aus dem 15. Jahrhundert. Das Gebäude scheint im 19. Jahrhundert wieder neu aufgebaut worden zu sein. In den 1990er Jahren wurde es an einen Privateigentümer verkauft, restauriert und in ein Hotel umgewandelt.[7]
- Die Pfarrkirche Saint-Romain im romanischen Stil besteht aus einem vierjochigen Kirchenschiff. Im Inneren befindet sich ein Altarbild von Jacques Bernus und ein Epitaph von Louis Crillon mit der Aufschrift: Henri IV l’aima, les pauvres le pleurèrent („Heinrich IV. liebte ihn, die Armen trauerten um ihn“).[7] Sie fiel im 19. Jahrhundert einem Neubau zum Opfer.[2]
- Die Kapelle Notre-Dame-des-Accès wurde 1721 zu Ehren des Pestheiligen Sankt Rochus errichtet. Der Dachfirst trägt einen Glockenturm mit einem schmiedeeisernen Kreuz.
- Die bronzene Statue des „tapferen Crillon“, 1858 von Louis Veray erschaffen, stand ursprünglich auf dem Place de l’Horloge in Avignon, später dann 1891 vor dem Papstpalast. Sie wurde 1942 von deutschen Truppen konfisziert und nach Kriegsende an gleicher Stelle wiederaufgestellt. Nach Reparaturarbeiten gelangte sie auf den Dorfplatz von Crillon.
- Die Porte Gérin (17. Jahrhundert), eines von zwei Toren der mittelalterlichen Dorfmauer, wird von einer Statue der Heiligen Jungfrau bewacht.[8]

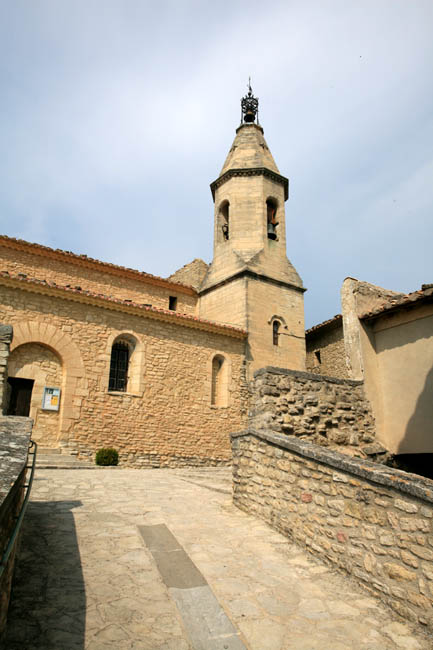
Weg zur Kirche
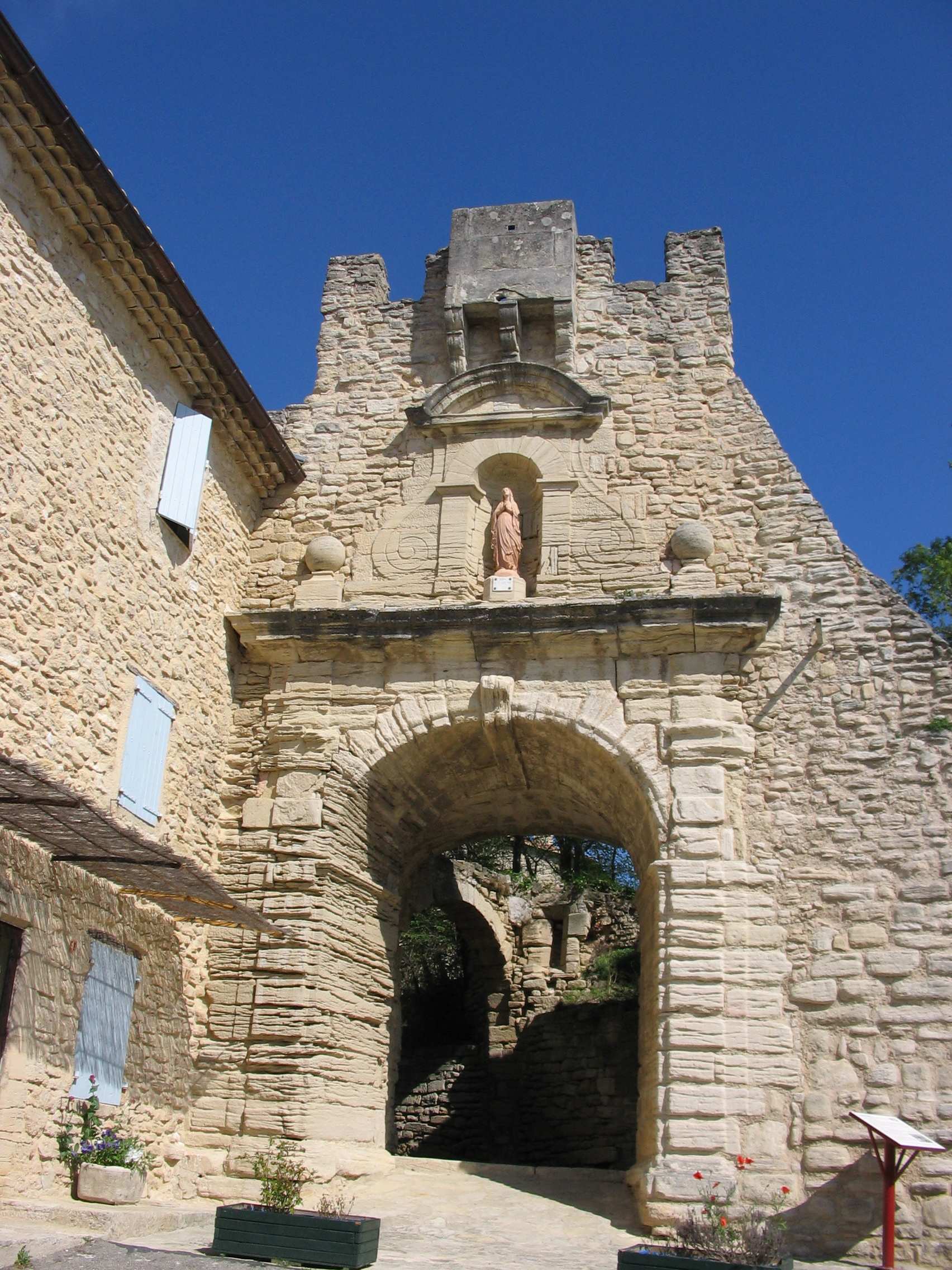
Porte Gérin, Dorftor aus dem 17. Jahrhundert
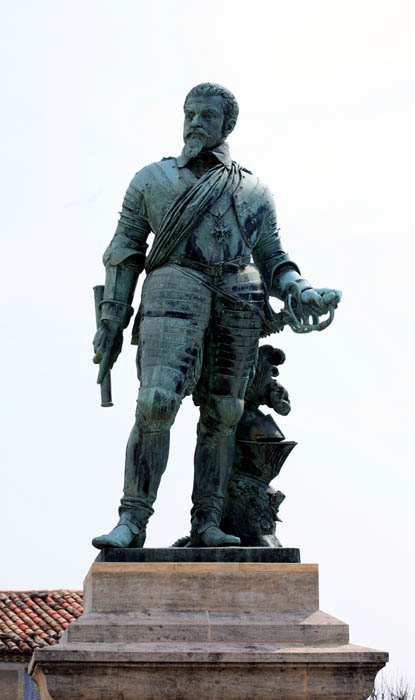
Statue des „tapferen Crillon“ auf dem Rathausplatz